# Liste der Pfarren im Dekanat Retz
Das Dekanat Retz war ein Dekanat im Vikariat Unter dem Manhartsberg der römisch-katholischen Erzdiözese Wien und wurde mit 1. September 2016 mit dem Dekanat Haugsdorf zum Dekanat Retz-Pulkautal.

## Pfarren mit Kirchengebäuden und Kapellen
| Pfarre                      | Ink.                     | Seit               | Patrozinium                   | Kirchengebäude und Kapellen |                             |
| --------------------------- | ------------------------ | ------------------ | ----------------------------- | --- | --------------------------- |
| Deinzendorf                 |                          | 1784               | Allerheiligste Dreifaltigkeit | Pfarrkirche Deinzendorf Kirche in Dietmannsdorf                                                                                                   | Pfarrkirche Deinzendorf     |
| Kleinhöflein                |                          | 1783               | Hl. Josef                     | Pfarrkirche Kleinhöflein | Pfarrkirche Kleinhöflein    |
| Kleinriedenthal (Expositur) |                          | 1940               | Hl. Ägid                      | Pfarrkirche Kleinriedenthal | Pfarrkirche Kleinriedenthal |
| Mitterretzbach              | Stift Lilienfeld (OCist) | 1783               | Hl. Margareta                 | Pfarrkirche Mitterretzbach Filialkirche Oberretzbach                                                                                              | Pfarrkirche Mitterretzbach  |
| Obermarkersdorf             |                          | vor 1383           | Hll. Nikolaus und Urban       | Pfarrkirche Obermarkersdorf | Pfarrkirche Obermarkersdorf |
| Obernalb                    | Göttweig (OSB)           | 1289               | Mariahilf                     | Pfarrkirche Obernalb | Pfarrkirche Obernalb        |
| Platt                       |                          | 1784               | Hl. Ulrich                    | Pfarrkirche Platt | Pfarrkirche Platt           |
| Pulkau                      |                          | um 1050            | Hl. Michael                   | Pfarrkirche Pulkau Filialkirche Hl. Blut | Pfarrkirche Pulkau          |
| Retz                        |                          | vor 1200           | Hl. Stephan                   | Pfarrkirche Retz Kirche Maria Himmelfahrt, Kapelle im Rathaus Retz, Kapelle im Landespensionistenheim Retz, Kapelle Dominikaner Gemeinschaft Retz | Pfarrkirche Retz            |
| Schrattenthal               |                          | um 1452, neu 1784  | Hl. Augustinus                | Pfarrkirche Schrattenthal Filialkirche Pillersdorf, Schlosskapelle Schrattenthal                                                                  | Pfarrkirche Schrattenthal   |
| Unternalb                   | Göttweig (OSB)           | um 1115            | Hl. Laurentius                | Pfarrkirche Unternalb | Pfarrkirche Unternalb       |
| Unterretzbach               | Stift Lilienfeld (OCist) | vor 1300, neu 1620 | Hl. Jakob                     | Pfarrkirche Unterretzbach | Pfarrkirche Unterretzbach   |
| Waitzendorf                 |                          | 1720               | Allerheiligste Dreifaltigkeit | Pfarrkirche Waitzendorf | Pfarrkirche Waitzendorf     |
| Watzelsdorf                 |                          | 1786               | Kreuzerhöhung                 | Pfarrkirche Watzelsdorf | Pfarrkirche Watzelsdorf     |
| Zellerndorf                 |                          | um 1200            | Hll. Philipp und Jakob        | Pfarrkirche Zellerndorf Kapelle in Zellerndorf | Pfarrkirche Zellerndorf     |

## Dekanat Retz
Das Dekanat umfasst 14 Pfarren und eine Expositur im Weinviertel im nördlichen Niederösterreich mit rund 9.500 Katholiken
Diözesaner Entwicklungsprozess
Am 29. November 2015 wurden für alle Pfarren der Erzdiözese Wien Entwicklungsräume definiert. Die Pfarren sollen in den Entwicklungsräumen stärker zusammenarbeiten, Pfarrverbände oder Seelsorgeräume bilden. Am Ende des Prozesses sollen aus den Entwicklungsräumen neue Pfarren entstehen. Im Dekanat Retz wurden folgende Entwicklungsräume festgelegt:
- Kleinhöflein, Mitterretzbach, Obernalb, Retz, Unternalb, Unterretzbach und Kleinriedenthal
- Deinzendorf, Obermarkersdorf, Platt, Pulkau, Schrattenthal, Waitzendorf, Watzelsdorf und Zellerndorf
  - Subeinheit 1: Deinzendorf, Platt, Schrattenthal, Watzelsdorf und Zellerndorf
  - Subeinheit 2: Obermarkersdorf, Pulkau und Waitzendorf

Dechanten
- seit 2015 Clemens Beirer, Pfarrverband Retz, Pfarrmoderator für die Pfarren Kleinhöflein, Kleinriedenthal, Obernalb, Retz und Unternalb[2]